# Julián Icazuriaga
Julián Icazuriaga Ugalde (Guernica, Vizcaya, España, 24 de agosto de 1939-mayo de 2025) fue un futbolista español que se desempeñaba como centrocampista.

## Clubes
| Club        | País   | Año         |
| ----------- | ------ | ----------- |
| Sestao SC   | España | 1960 - 1961 |
| Burgos CF   | España | 1961 - 1962 |
| Real Oviedo | España | 1962 - 1969 |
| CD Ourense  | España | 1969 - 1970 |